# Gobán
Gobán  è un nome proprio di persona irlandese maschile.

## Varianti
- Maschili: Goibniu[2][3]
- Femminili: Gobnait[4], Gobinet[4]
  - Forme anglicizzate: Gobnet[4]

### Varianti in altre lingue
- Francese: Gobain
- Gallese: Govannon[3], Gofannon[2]
- Italiano: Gobano
- Spagnolo: Gobano

## Origine e diffusione

La forma femminile del nome, Gobnait, scritta in caratteri gaelici

Può essere basato sul termine irlandese gobha ("fabbro"), con l'aggiunta di un suffisso diminutivo, avendo quindi il significato di "piccolo fabbro"; in alternativa, può costituire un derivato del nome di Goibniu, il dio fabbro nella mitologia irlandese, noto nella mitologia gallese come Gofannon (nomi comunque tutti derivati dal protoceltico goban, "fabbro").

## Onomastico
Si ricordano alcuni santi con questo nome: l'onomastico può essere festeggiato in memoria di uno qualsiasi di loro, nelle date seguenti:
- 11 febbraio, santa Gobnait (o Gobnata, chiamata anche Albina), badessa presso Ballyvourney[4][5]
- 26 marzo (20 giugno e 28 dicembre su alcuni calendari), san Gofan, o Govan, discepolo di sant'Ailbe ed eremita a Saint Govan's Head, nel Dyfed[6]; il suo nome è forse legato a questo, ma potrebbe anche essere correlato a Galvano[2]
- 23 maggio, san Goban Gobhnena, abate presso Old Leighlin[7]
- 20 giugno, san Goban (o Gobain, italianizzato in Gobano), irlandese, discepolo di san Furseo, eremita in Neustria e martire a Saint-Gobain[8][9]